# Lista över småplaneter (3001–3500)
Detta är en lista över numrerade småplaneter, nummer 3001–3500.
|     | 3000             | 3100          | 3200           | 3300          | 3400            |
| --- | ---------------- | ------------- | -------------- | ------------- | --------------- |
| 1   | Michelangelo     | Goldberger    | Sijthoff       | Jansje        | Vanphilos       |
| 2   | Delasalle        | Krok          | Graff          | Schliemann    | Wisdom          |
| 3   | Konček           | Eger          | Huth           | Merta         | Tammy           |
| 4   | Knud             | Dürer         | Lindgren       | Pearce        | Hinderer        |
| 5   | Pervictoralex    | Stumpff       | Boksenberg     | Ceadams       | Daiwensai       |
| 6   | Livadia          | Morabito      | Wuhan          | Byron         | Omsk            |
| 7   | Reaves           | Weaver        | Spinrad        | Athabasca     | Jimmysimms      |
| 8   | Nojiri           | Lyubov        | Lunn           | Ferreri       | Shalamov        |
| 9   | Coventry         | Machin        | Buchwald       | Brorfelde     | Abramov         |
| 10  | Ushakov          | Wagman        | Lupishko       | Patsy         | Vereshchagin    |
| 11  | Chongqing        | Misuzu        | Louispharailda | Podobed       | Debetencourt    |
| 12  | Minsk            | Velimir       | Agricola       | Pedersen      | Kafka           |
| 13  | Dobrovoleva      | Chizhevskij   | Smolensk       | Mendel        | Andriana        |
| 14  | Huangsushu       | Ercilla       | Makarenko      | Beals         | Champollion     |
| 15  | Candy            | Baily         | Lapko          | Chant         | Danby           |
| 16  | Meuse            | Goodricke     | Harrington     | Herzberg      | Dorrit          |
| 17  | Petrovič         | Niepce        | Seidelmann     | Paris         | Tamblyn         |
| 18  | Godiva           | Claytonsmith  | Delphine       | Blixen        | Izvekov         |
| 19  | Kulin            | Dobronravin   | Komaki         | Kibi          | Guth            |
| 20  | Naudts           | Dangrania     | Murayama       | Namba         | Standish        |
| 21  | Lucubratio       | Tamines       | Changshi       | Dasha         | Yangchenning    |
| 22  | Dobermann        | Florence      | Liller         | Lidiya        | Reid            |
| 23  | Heard            | Dunham        | Forsius        | Turgenev      | Slouka          |
| 24  | Hainan           | Kansas        | Irkutsk        | Avsyuk        | Nušl            |
| 25  | Higson           | Hay           | Hoag           | TARDIS        | Hurukawa        |
| 26  | Sarastro         | Davydov       | Plinius        | Agafonikov    | Seki            |
| 27  | Shavarsh         | Bagration     | Hasegawa       | Campins       | Szentmártoni    |
| 28  | Zhangguoxi       | Obruchev      | Pire           | Interposita   | Roberts         |
| 29  | Sanders          | Bonestell     | Solnhofen      | Golay         | Chuvaev         |
| 30  | Vehrenberg       | Hillary       | Vampilov       | Gantrisch     | Bradfield       |
| 31  | Houston          | Mason-Dixon   | Mila           | Kvistaberg    | Nakano          |
| 32  | Evans            | Landgraf      | Brest          | Raksha        | Kobuchizawa     |
| 33  | Holbaek          | Sendai        | Krišbarons     | Schaber       | Fehrenbach      |
| 34  | Climenhaga       | Kostinsky     | Hergiani       | Somov         | Hurless         |
| 35  | Chambers         | Lauer         | Melchior       | Quanzhou      | Boury           |
| 36  | Krat             | Anshan        | Strand         | Grygar        | Ibadinov        |
| 37  | Alku             | Horky         | Victorplatt    | Miloš         | Kapitsa         |
| 38  | Bernes           | Ciney         | Timresovia     | Richter       | Inarradas       |
| 39  | Yangel           | Shantou       | Meizhou        | Treshnikov    | Lebofsky        |
| 40  | Kozai            | Stellafane    | Laocoon        | Yinhai        | Stampfer        |
| 41  | Webb             | Buchar        | Yeshuhua       | Hartmann      | Pochaina        |
| 42  | Zelinsky         | Kilopi        | Bakhchisaraj   | Fivesparks    | Yashin          |
| 43  | San Diego        | Genecampbell  | Skytel         | Nedzel        | Leetsungdao     |
| 44  | Saltykov         | Brosche       | Petronius      | Modena        | Stepanian       |
| 45  | Alois            | Walter Adams  | Jensch         | Tarkovskij    | Pinson          |
| 46  | Molière          | Dato          | Bidstrup       | Gerla         | Combes          |
| 47  | Goethe           | Samantha      | Di Martino     | Konstantin    | Burckhalter     |
| 48  | Guangzhou        | Grechko       | Farinella      | Pokryshkin    | Narbut          |
| 49  | Kuzbass          | Okudzhava     | Musashino      | Manas         | Abell           |
| 50  | Carrera          | Tosa          | Martebo        | Scobee        | Dommanget       |
| 51  | Nantong          | Talbot        | Eratosthenes   | Smith         | Mentor          |
| 52  | Herzen           | Jones         | Johnny         | McAuliffe     | Hawke           |
| 53  | Dresden          | Lincoln       | Gradie         | Jarvis        | Dostoevsky      |
| 54  | Strugatskia      | Grant         | Bus            | McNair        | Lieske          |
| 55  | Annapavlova      | Lee           | Tholen         | Onizuka       | Kristensen      |
| 56  | INAG             | Ellington     | Daguerre       | Resnik        | Etiennemarey    |
| 57  | Mälaren          | Novikov       | Hanzlík        | Tolstikov     | Arnenordheim    |
| 58  | Delmary          | Anga          | Somnium        | Anikushin     | Boduognat       |
| 59  | Pryor            | Prokofʹev     | Brownlee       | Purcari       | Bodil           |
| 60  | Delcano          | Angerhofer    | Vizbor         | Syrinx        | Ashkova         |
| 61  | Cook             | Beadell       | Tvardovskij    | Orpheus       | Mandelshtam     |
| 62  | Wren             | Nostalgia     | Miune          | Khufu         | Zhouguangzhao   |
| 63  | Makhaon          | Randi         | Bligh          | Bowen         | Kaokuen         |
| 64  | Zimmer           | Prast         | Bounty         | Zdenka        | Owensby         |
| 65  | Sarahill         | Mikawa        | Fletcher       | Recogne       | Trevires        |
| 66  | McFadden         | Klondike      | Bernardus      | Gödel         | Ritina          |
| 67  | Akhmatova        | Babcock       | Glo            | Alex          | Bernheim        |
| 68  | Khanina          | Lomnický Štít | De Sanctis     | Duncombe      | Urgenta         |
| 69  | Heyrovský        | Ostro         | Vibert-Douglas | Freuchen      | Bulgakov        |
| 70  | Aitken           | Dzhanibekov   | Dudley         | Kohsai        | Yaronika        |
| 71  | Nesterov         | Wangshouguan  | Ul             | Giacconi      | Amelin          |
| 72  | Vilnius          | Hirst         | Tillandz       | Bratijchuk    | Upgren          |
| 73  | Kursk            | McNaught      | Drukar         | Koktebelia    | Sapporo         |
| 74  | Popov            | Alcock        | Maillen        | Namur         | Linsley         |
| 75  | Bornmann         | Netto         | Oberndorfer    | Amy           | Fichte          |
| 76  | Garber           | Paolicchi     | Porta Coeli    | Armandhammer  | Dongguan        |
| 77  | Henderson        | Chillicothe   | Aaronson       | Lodewijk      | Kazbegi         |
| 78  | Horrocks         | Yoshitsune    | Běhounek       | Susanvictoria | Fanale          |
| 79  | Schiller         | Beruti        | Solon          | Oishi         | Malaparte       |
| 80  | Moisseiev        | Morgan        | Grétry         | Awaji         | Abante          |
| 81  | Martinůboh       | Ahnert        | Maupertuis     | Mikkola       | Xianglupeak     |
| 82  | Dzhalil          | Shimanto      | Spencer Jones  | Cassidy       | Lesnaya         |
| 83  | OAFA             | Franzkaiser   | Skorina        | Koyama        | Svetlov         |
| 84  | Kondratyuk       | Raab          | Niebuhr        | Daliya        | Neugebauer      |
| 85  | Donna            | Clintford     | Ruth Wolfe     | Bronnina      | Barucci         |
| 86  | Kalbaugh         | Manuilova     | Anatoliya      | Klementinum   | Fulchignoni     |
| 87  | Beatrice Tinsley | Dalian        | Olmstead       | Greenberg     | Edgeworth       |
| 88  | Jinxiuzhonghua   | Jekabsons     | Seleucus       | Tsanghinchi   | Brahic          |
| 89  | Oujianquan       | Penza         | Mitani         | Sinzot        | Lottie          |
| 90  | Tjossem          | Aposhanskij   | Azabu          | Demanet       | Šolc            |
| 91  | van den Heuvel   | Svanetia      | Dunlap         | Sinon         | Fridolin        |
| 92  | Herodotus        | A'Hearn       | Sather         | Setouchi      | Petra-Pepi      |
| 93  | Bergholz         | Elliot        | Rontaylor      | Štúr          | Stepanov        |
| 94  | Chukokkala       | Dorsey        | Carlvesely     | Banno         | Purple Mountain |
| 95  | Omarkhayyam      | Fedchenko     | Murakami       | Jitka         | Colchagua       |
| 96  | Bezruč           | Maklaj        | Bosque Alegre  | Muazzez       | Arieso          |
| 97  | Tacitus          | Weissman      | Hong Kong      | Leyla         | Innanen         |
| 98  | van Sprang       | Wallonia      | Massandra      | Stättmayer    | Belton          |
| 99  | Hergenrother     | Nefertiti     | Hall           | Kobzon        | Hoppe           |
| 100 | Zimmerman        | Phaethon      | McGlasson      | Aotearoa      | Kobayashi       |
|     | 3100             | 3200          | 3300           | 3400          | 3500            |